# Karim Günes
Karim Düzgün Günes (Tunceli, Turquía; 25 de abril de 1986) es un actor y modelo alemán de ascendencia turca.

## Biografía
Karim nació en Tunceli, Turquía, y vivió allí hasta los cuatro años. Luego se mudó con su familia a Moers en Renania del Norte-Westfalia y asistió al Gymnasium Adolfinum. Antes de su carrera cinematográfica, Karim se desempeñó como modelo para numerosas marcas, como Hugo Boss y Replay. Interpretó su primer papel en 2009 y terminó su carrera como modelo.

## Carrera
Su primera participación en la televisión fue al interpretar a Kaya Sahin en la serie de televisión Das Haus Anubis, que en 2010 fue galardonada con el premio Kids Choice y el Quotenmeter en la categoría de "serie favorita". Después del gran éxito de la misma, participó en la película Das Haus Anubis: Pfad der 7 Sünden  interpretando el mismo personaje.  Interpretando otros papeles, trabajó junto a directores de cine como el nominado al Oscar Marc-Andreas Borchert y el galardonado Lars-Gunnar Lotz. En 2016 participó de la cuarta parte de la adaptación cinematográfica "Bibi und Tina", dirigida por Detlev Buck. Además, interpretó a Karim Uthman en la serie de televisión de crímenes, Stralsund. 

## Filmografía
- 2009–2012: Das Haus Anubis
- 2012: Das Haus Anubis: Pfad der 7 Sünden (Película; Papel Principal)
- 2014: Mordkommission Istanbul
- 2014: Krüger aus Almanya (Papel Principal)
- 2014–2015: Unter uns (Papel Secundario)
- 2015–2017: Dr. Klein (Papel Principal)
- 2015: Soko Stuttgart – (Protagonista de episodio)
- 2015: Hayat Sarkisi
- 2015: Letzte Ausfahrt Gera – Acht Stunden mit Beate Zschäpe
- 2016: Colonia Brigada Criminal – Letzte Meile (Protagonista de episodio)
- desde 2016: Stralsund (Papel Principal)
- 2016: Krügers Odyssee
- 2016: Bibi und Tina 4 – Tohuwabohu total (Película)
- 2018: Wuff – Folge dem Hund
- 2019: Zimmer mit Stall – Berge versetzen (Película para TV)
- 2019: Notruf Hafenkante – Patentochter (serie de TV)
- 2019: Tatort, como Farid Slimani (serie de TV)